# Gunther Behnke
Gunther Behnke (Leverkusen, 19 gennaio 1963) è un ex cestista tedesco.

## Carriera
Con la Germania Ovest ha disputato i Campionati mondiali del 1986 e tre edizioni dei Campionati europei (1983, 1985, 1987).
Con la Germania ha disputato i Giochi olimpici di Barcellona 1992, i Campionati europei del 1993 e i Campionati mondiali del 1994.

## Palmarès
- Campionato tedesco: 5

Bayer Leverkusen: 1984-85, 1985-86, 1989-90, 1990-91, 1991-92
- Coppa di Germania: 4

Bayer Leverkusen: 1986, 1987, 1990, 1991
- Coppa Korać: 1

Alba Berlino: 1994-95